# Rudo
Rudo (serbisch-kyrillisch Рудо) ist ein Ort und Sitz der gleichnamigen Gemeinde im Osten von Bosnien und Herzegowina, direkt an der Grenze zu Serbien.

## Geographie

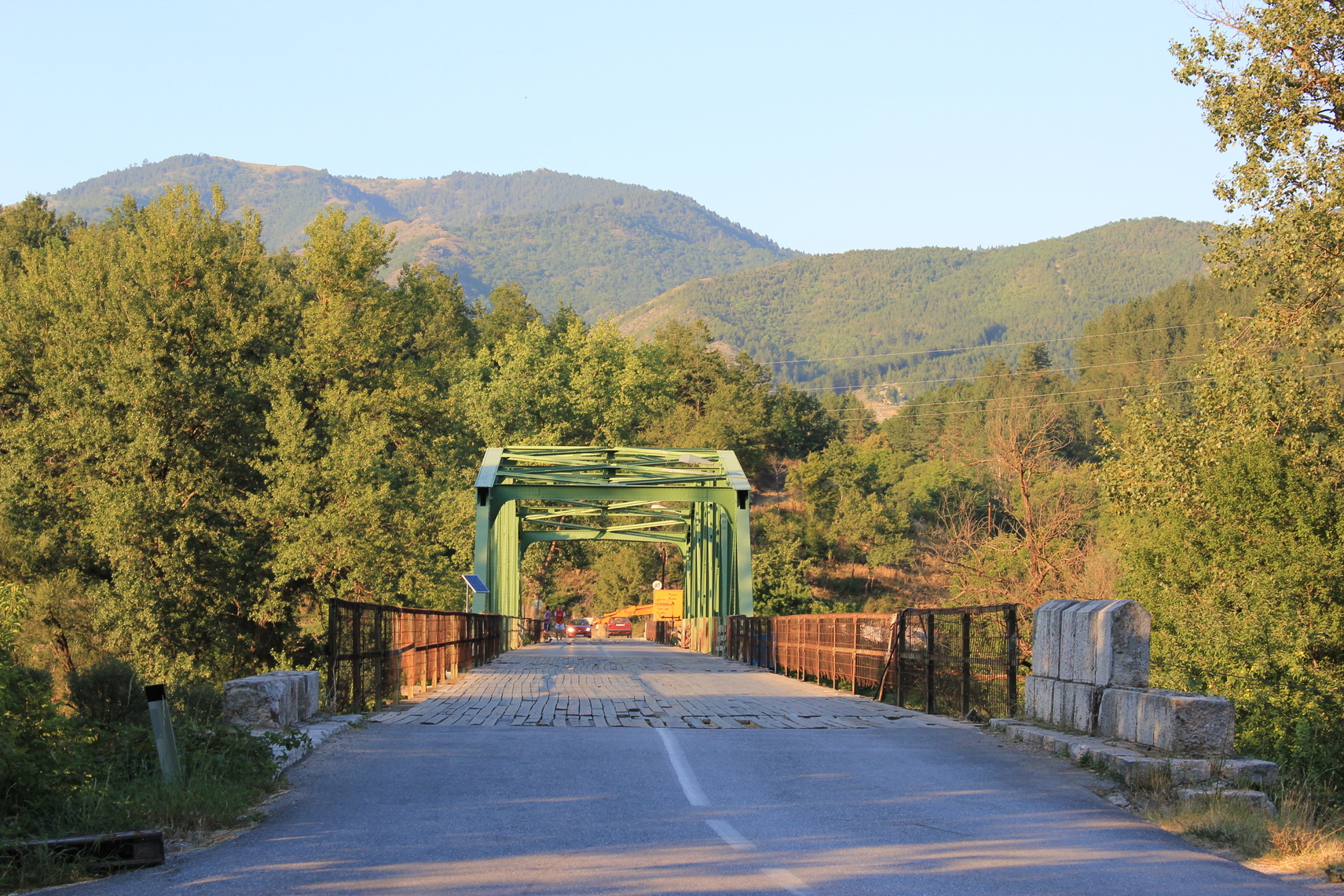
Brücke über den Lim an der Straße zwischen Rudo und dem serbischen Sjeverin

Die Kleinstadt liegt hoch über dem rechten Ufer des Flusses Lim im äußersten Osten Bosniens auf etwa 400 m Höhe. Die Mittelgebirge Varda im Norden und Tmor im Süden der Stadt steigen bis 1389 m bzw. 1280 m an. Zur Gemeinde gehört auch die Exklave Sastavci, die vollständig von serbischem Territorium umschlossen ist. Obwohl die Straßenverbindung durch das Lim-Tal in die östlichen Gemeindeteile Uvac und Štrpci bei Sjeverin teilweise durch serbisches Gebiet verläuft, finden in diesem Abschnitt keine Grenzkontrollen statt.
Benachbarte Gemeinden sind Višegrad im Norden, die serbischen Gemeinden Užice und Čajetina im Osten sowie Priboj im Süden, Čajniče und Novo Goražde im Westen, sowie Rogatica im Nordwesten.
Ab 1906 führte ein Zweig der Bosnischen Ostbahn von Međeđa durch das Tal des Lim über Rudo nach Uvac an der serbischen Grenze. 1929 wurde die Strecke bis nach Priboj verlängert, 1978 – nach der Eröffnung der Bahnstrecke Belgrad–Bar – eingestellt.

## Geschichte

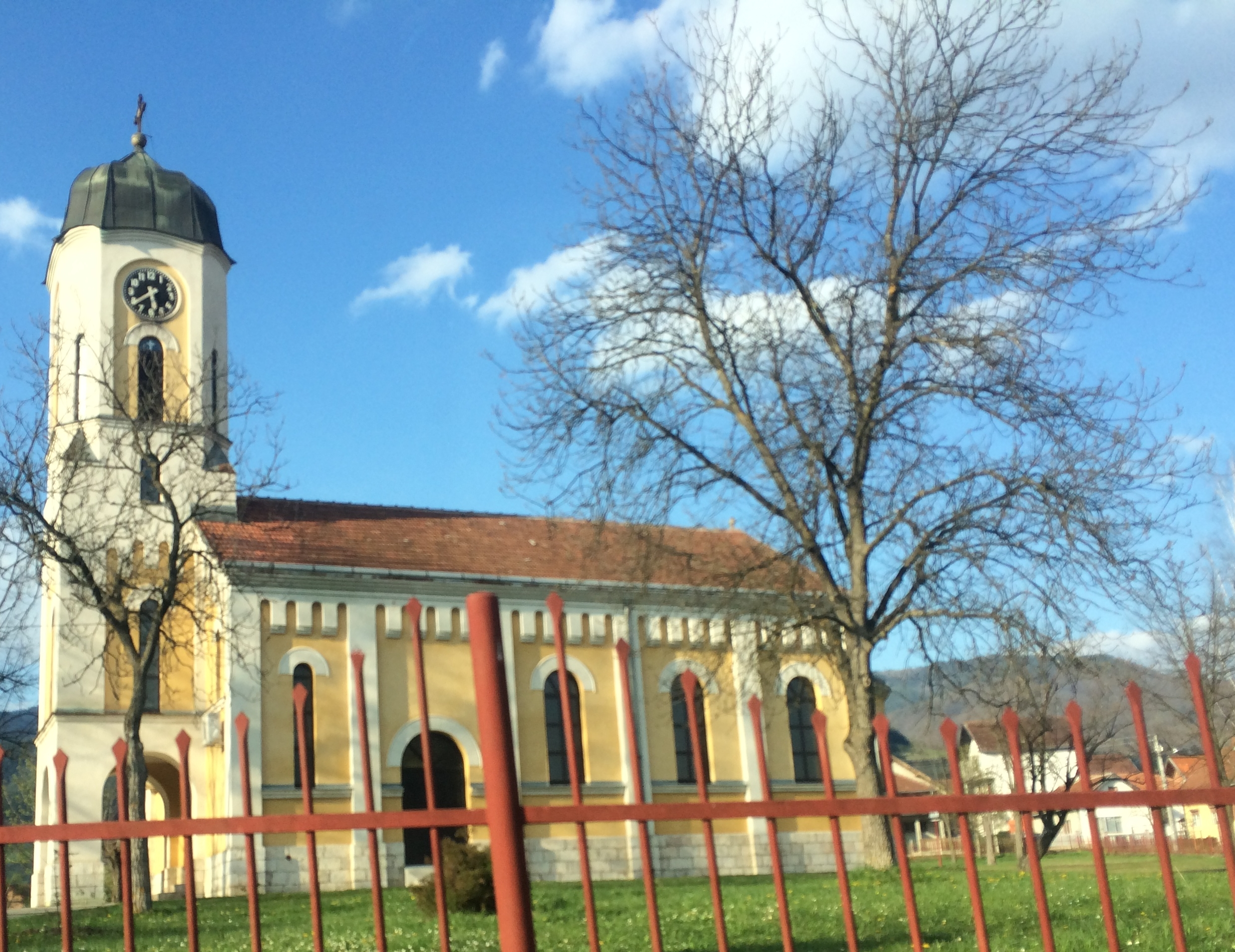
Kirche in Rudo

Staro Rudo wurde 1555 von Mustafa-paša Sokolović, einem Bruder des legendären Mehmed-paša Sokolović, am linken Ufer des Lim gegründet. Wie ganz Bosnien befand sich die Region bis 1878 unter osmanischer, danach bis 1918 unter österreichischer Herrschaft.
1896 gab es am Lim ein katastrophales Hochwasser, durch das Staro Rudo völlig zerstört wurde. In der Folge wurde ein planmäßig neuer Ort – Novo Rudo – am höheren rechten Ufer gegründet. Dieser besitzt eine schachbrettartige Straßenanordnung.

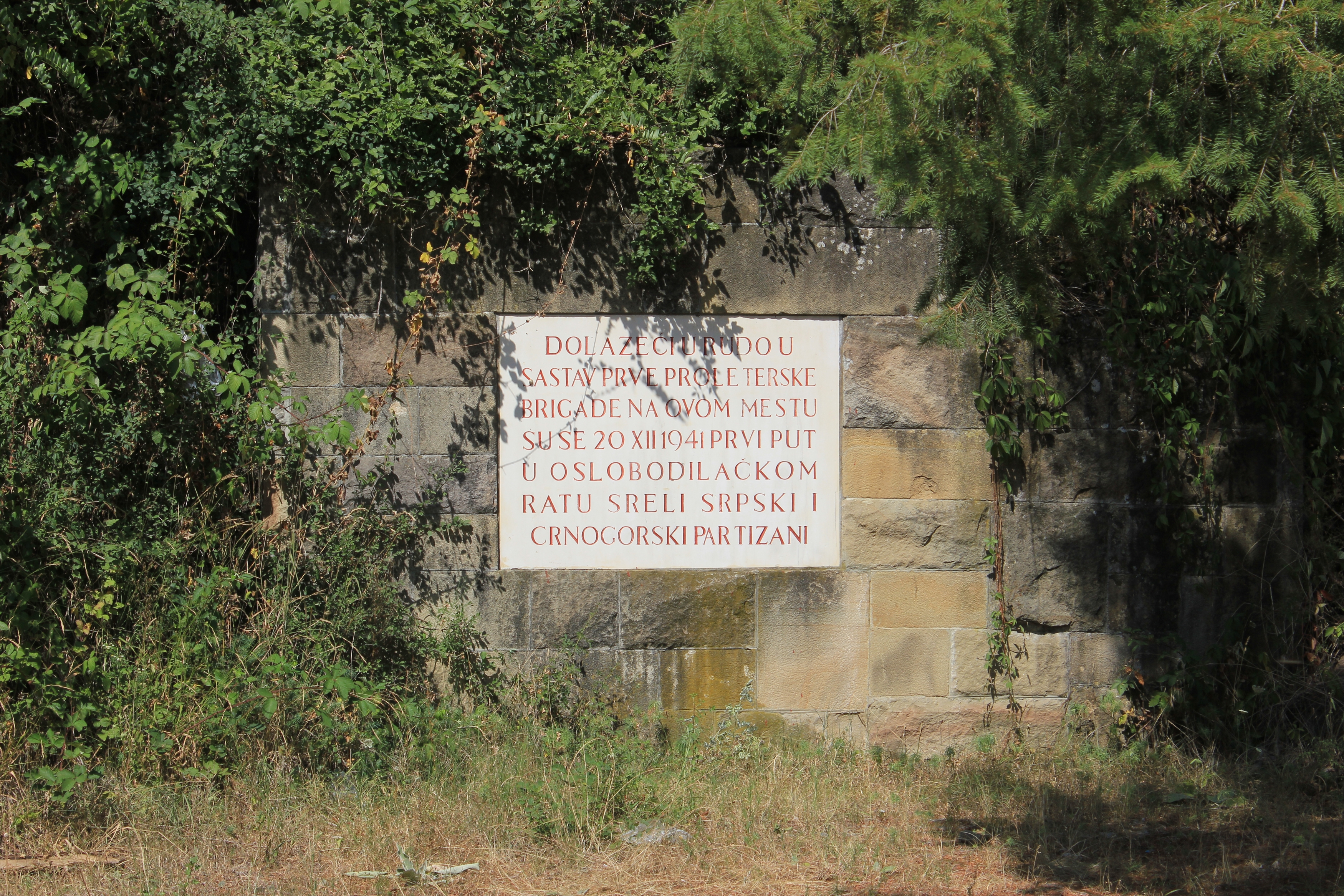
Gedenktafel in Rudo, die an die Gründung der Ersten Proletarischen Brigade erinnert

Während des Zweiten Weltkrieges war die Region Schauplatz von schweren Kämpfen zwischen Ustascha-, Tschetnik- und Partisaneneinheiten. Der Einsatz der ersten regulären Partisaneneinheit in Rudo („Erste Proletarische Brigade“) am 22. Dezember 1941 wurde im sozialistischen Jugoslawien als Tag der Jugoslawischen Volksarmee gefeiert.
Im Bosnienkrieg verübten bosnisch-serbische Paramilitärs unter dem Kommando von Milan Lukić zwei Kriegsverbrechen an serbischen Staatsbürgern muslimischen Glaubens. Am 22. Oktober 1992 hielten sie in Mioče oberhalb von Rudo einen Bus an, der von Sjeverin, einem serbischen Dorf am linken Limufer, über bosnisches Territorium nach Priboj fuhr. Sie entführten und ermordeten 16 Passagiere. Am 27. Februar 1993 stoppten sie am Bahnhof der Ortschaft Štrpci einen Zug der Strecke Belgrad–Bar, die hier ein Stück bosnisches Territorium quert, und entführten 19 serbische Staatsbürger muslimischen Glaubens, die sie später ermordeten. Die Opfer stammten in beiden Fällen überwiegend aus den benachbarten Gemeinden in Serbien, das sich zu dieser Zeit nicht im Kriegszustand befand.

## Bevölkerung
Bei der Volkszählung 1991 hatte die Gemeinde Rudo 11.572 Einwohner, darunter
- Serben 8.191 (70,78 %)
- Bosniaken 3.142 (27,15 %)
- Jugoslawen 93 (0,80 %)
- Kroaten 5 (0,04 %)
- Andere 141 (1,22 %)

Im Hauptort Rudo lebten 3.109 Menschen.
- Serben 2.103 (67,64 %)
- Bosniaken 869 (27,95 %)
- Jugoslawen 66 (2,12 %)
- Kroaten 3 (0,09 %)
- Andere 68 (2,19 %)

Im Bosnienkrieg wurden die meisten muslimischen Einwohner vertrieben, so dass der serbische Bevölkerungsanteil heute – trotz teilweiser Rückkehr – höher ist als zuvor. Bis zur Volkszählung von 2013 war die Einwohnerzahl in der abgelegenen Gemeinde auf unter 8.000 gesunken. Bereits vor dem Krieg war die Gemeinde von starker Abwanderung gekennzeichnet. Im Jahre 1971 hatte die Einwohnerzahl noch 15.982 betragen.
2013 bezeichneten sich von insgesamt 7.963 Einwohnern 7.241 als Serben (90,9 %) und 677 als Bosniaken (8,5 %). 45 Einwohner gaben keine oder eine andere Zugehörigkeit an.

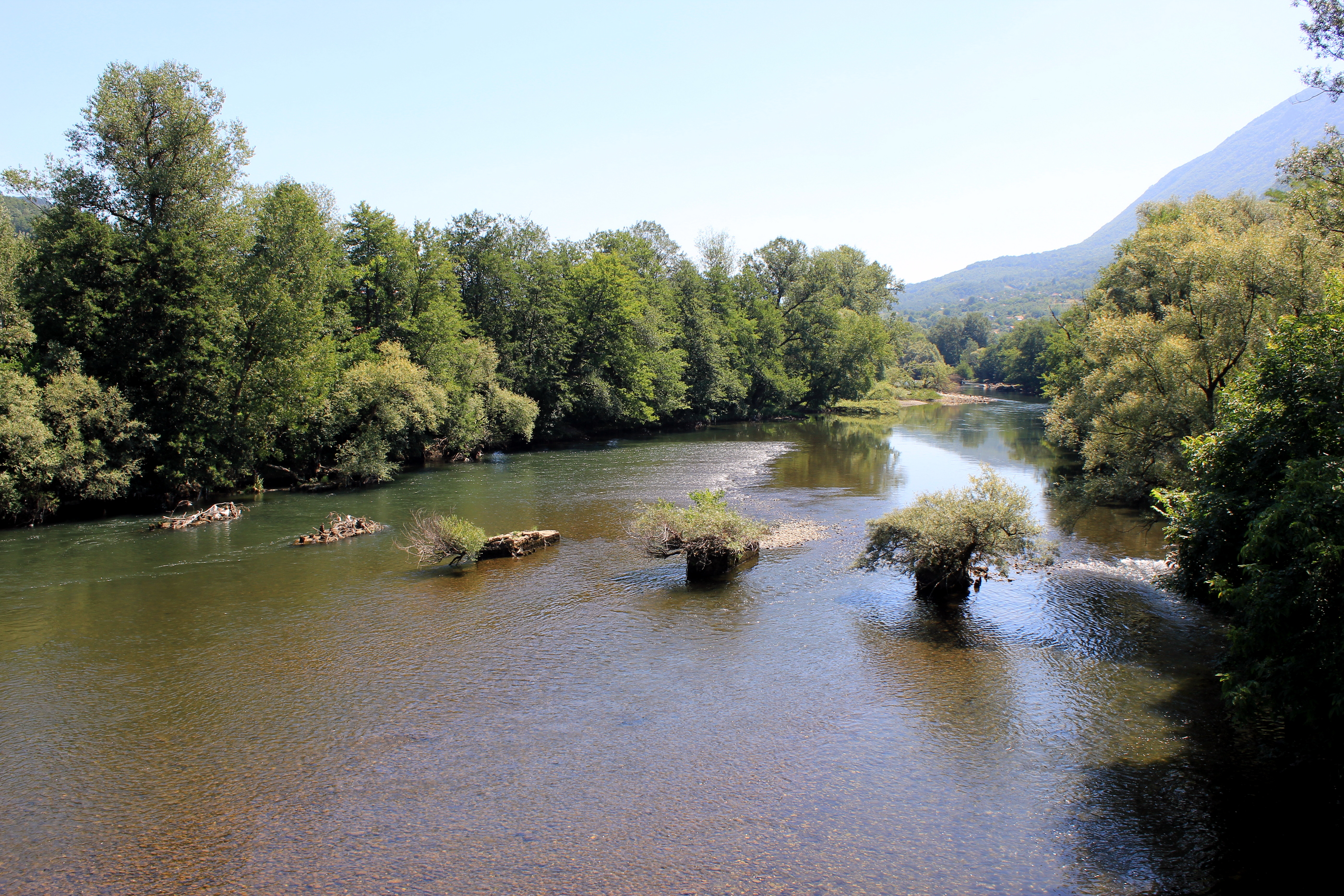
Der Lim bei Mioče

Die Gemeinde umfasst insgesamt 89 Orte: Arbanasi, Arsići, Bare, Bijelo Brdo, Biševići, Bjelugovina, Bjelušine, Bjeljevine, Blizna, Bovan, Božovići, Boranovići, Budalice, Vagan, Viti Grab, Gaočići, Gojava, Gornja Rijeka, Gornja Strmica, Gornje Cikote, Gornji Ravanci, Grabovik, Grivin, Danilovići, Dolovi, Donja Rijeka, Donja Strmica, Donje Cikote, Donji Ravanci, Dorići, Dubac, Dugovječ, Zagrađe, Zarbovina, Zlatari, Zubač, Zubanj, Janjići, Knjeginja, Kovači, Kosovići, Kula, Ljutava, Međurečje, Mikavice, Mioče, Misajlovina, Mokronozi, Mrsovo, Nikolići, Obrvena, Omarine, Omačina, Oputnica, Orah, Oskoruša, Pazalje, Past, Peljevići, Petačine, Plema, Polimlje, Popov Do, Pohare, Prebidoli, Pribišići, Prijevorac, Ravne Njive, Radoželje, Rakovići, Resići, Rudo, Rupavci, Setihovo, Sokolovići, Stankovača, Staro Rudo, Strgači, Strgačina, Trbosilje, Trnavci, Trnavci kod Rudog, Uvac, Ustibar, Cvrkote, Čavdari, Džihanići, Šahdani und Štrpci.

## Wirtschaft
Die Strukturschwäche der Region hat eine seit langem anhaltende Landflucht zur Folge. Vor dem Bosnienkrieg existierten einige Industriebetriebe, insbesondere Zulieferer des Automobilherstellers FAP. Auch die Unternehmen Rudoplast und Dekorplast, die Kunststoffe herstellten, haben die Produktion eingestellt. Der größte Teil der Einwohner ist heute in der Landwirtschaft und kleinen Dienstleistungsbetrieben beschäftigt.

## Verkehr

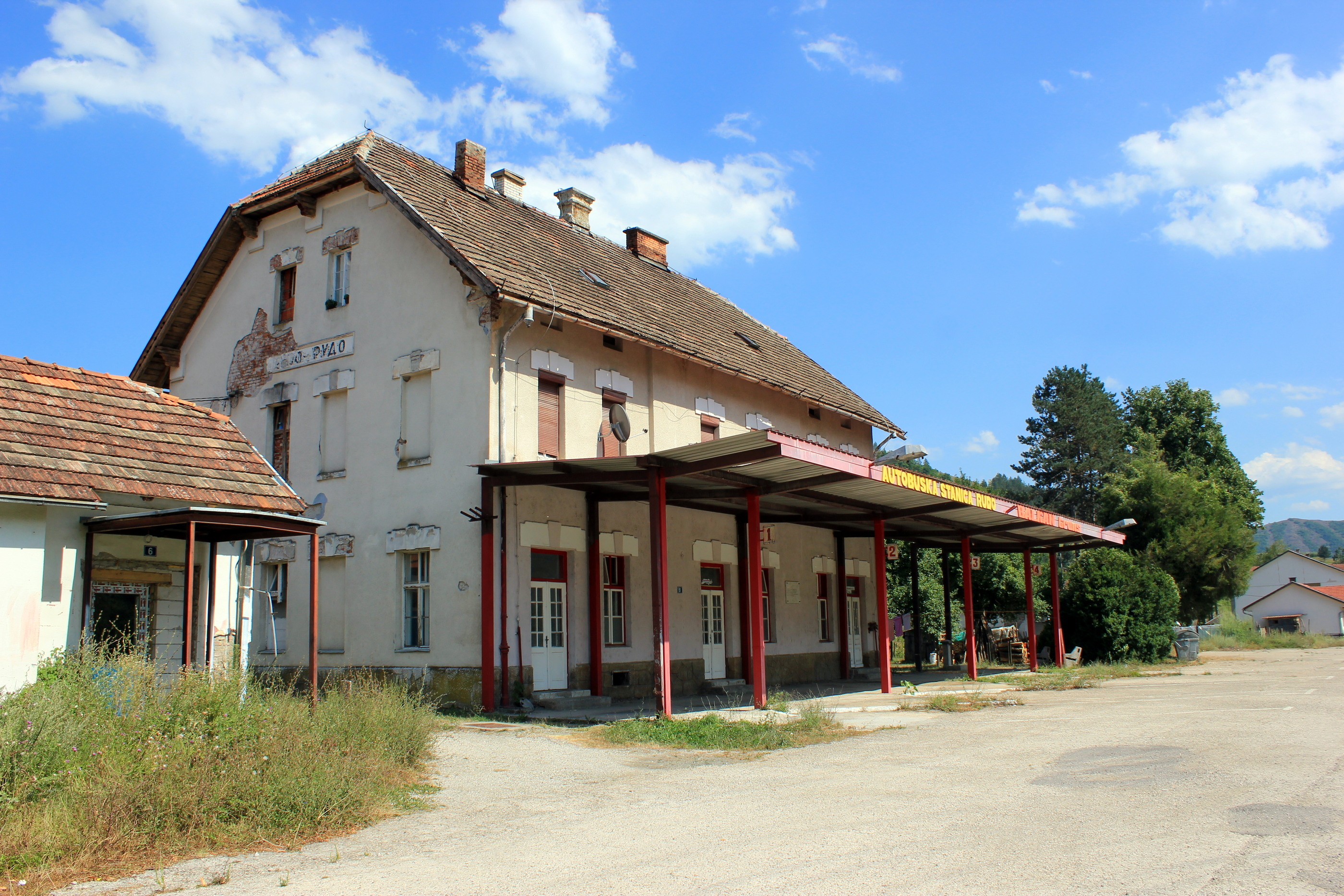
Der ehemalige Bahnhof in Rudo, heute Busbahnhof

Das Straßennetz der Gemeinde ist nur teilweise ausgebaut. Der serbische Ort Sjeverin in der westlichen Hälfte der Gemeinde Priboj ist auf befestigten Straßen nur über Rudoer Gebiet zu erreichen. Der Ortsteil Štrpci verfügt über den einzigen bosnischen Bahnhof an der Bahnstrecke Belgrad–Bar, welcher täglich von fünf Zugpaaren bedient wird. Busverkehr besteht nach Priboj, Višegrad, Belgrad und Sarajevo.